# Офіхтові
Офіхтові (Ophichthidae) або зміїні вугри — родина переважно морських риб ряду вугроподібних (Anguilliformes), підряд конгеровидні (Congroidei).
Назва походить від давньогрецьких слів ὄφις = «змія» та ἰχθύς = «риба».
Перші викопні рештки датуються нижнім еоценом.
Поширені в прибережних водах тропічної зони та теплих водах помірної зони. Зустрічаються на континентальному шельфі, зазвичай на глибині до 200 м, хоча іноді трапляються й далі від берега, на глибині понад 800 м. Деякі види живуть у прісній воді, інші іноді заходять у річки.
Більшість видів проводить час, зарившись у пісок, і полює дрібних риб та ракоподібних, визначаючи їх на запах.
Маючи міцний твердий хвіст, офіхтові зазвичай заривають його в ґрунт. Вважається, що вони однаково добре рухаються крізь осад як вперед, так і назад. Деякі гострохвості види пристосовані для швидкого риття.
Задня ніздря знаходиться всередині верхньої губи або пронизує її, відкриваючись у рот. Під'язикові кістки зазвичай стоять вертикально або нахилені назад. Серединна супраорбітальна пора знаходиться в лобовому сенсорному каналі. Зяброві промені численні (15-49 пар), вони перекриваються посередині нижньої частини, утворюючи кошикоподібної структури. 110-270 хребців. Нервові шипи слабко розвинені або відсутні. Грудні плавці можуть бути присутні або відсутні. 
Родина включає 2 підродини, 62 роди й понад 300 видів.
Підродина Myrophinae  Kaup, 1856
- Ahlia  Jordan & Davis, 1891
- Asarcenchelys  McCosker, 1985
- Benthenchelys  Fowler, 1934
- Glenoglossa  McCosker, 1982
- Mixomyrophis  McCosker, 1985
- Muraenichthys  Bleeker, 1853
- Myrophis  Lütken, 1852
- Neenchelys  Bamber, 1915
- Pseudomyrophis  Wade, 1946
- Pylorobranchus  McCosker & Chen, 2012
- Schismorhynchus  McCosker, 1970
- Schultzidia  Gosline, 1951
- Scolecenchelys  Ogilby, 1897
- Skythrenchelys  Castle & McCosker, 1999
- Sympenchelys  Hibino, Ho & Kimura, 2015

Підродина Ophichthinae  Günther, 1870
- Allips  McCosker, 1972
- Aplatophis  Böhlke, 1956
- Aprognathodon  Böhlke, 1967
- Apterichtus  Duméril, 1805
- Bascanichthys  Jordan & Davis, 1891
- Brachysomophis  Kaup, 1856
- Caecula  Vahl, 1794
- Callechelys  Kaup, 1856
- Caralophia  Böhlke, 1955
- Chauligenion  McCosker & Okamoto, 2016
- Cirrhimuraena  Kaup, 1856
- Cirricaecula  Schultz, 1953
- Dalophis  Rafinesque, 1810
- Echelus  Rafinesque, 1810
- Echiophis  Kaup, 1856
- Ethadophis  Rosenblatt & McCosker, 1970
- Evips  McCosker, 1972
- Gordiichthys  Jordan & Davis, 1891
- Hemerorhinus  Weber & de Beaufort, 1916
- Herpetoichthys  Kaup, 1856
- Hyphalophis  McCosker & Böhlke, 1982
- Ichthyapus  Brisout de Barneville, 1847
- Kertomichthys  McCosker & Böhlke, 1982
- Lamnostoma  Kaup, 1856
- Leiuranus  Bleeker, 1852
- Leptenchelys  Myers & Wade, 1941
- Letharchus  Goode & Bean, 1882
- Lethogoleos  McCosker & Böhlke, 1982
- Leuropharus  Rosenblatt & McCosker, 1970
- Luthulenchelys  McCosker, 2007
- Malvoliophis  Whitley, 1934
- Myrichthys  Girard, 1859
- Mystriophis  Kaup, 1856
- Ophichthus  Ahl, 1789
- Ophisurus  Lacepède, 1800
- Paraletharchus  McCosker, 1974
- Phaenomonas  Myers & Wade, 1941
- Phyllophichthus  Gosline, 1951
- Pisodonophis  Kaup, 1856
- Quassiremus  Jordan & Davis, 1891
- Rhinophichthus  McCosker, 1999
- Scytalichthys  Jordan & Davis, 1891
- Stictorhinus  Böhlke & McCosker, 1975
- Suculentophichthus  Fricke, Golani & Appelbaum-Golani, 2015
- Xestochilus  McCosker, 1998
- Xyrias  Jordan & Snyder, 1901
- Yirrkala  Whitley, 1940